# Alessandro Bonci

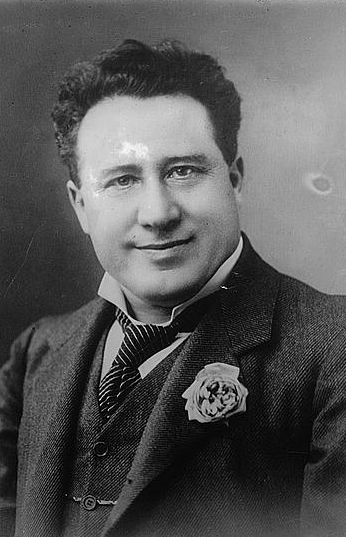
Alessandro Bonci

Alessandro Bonci, född 10 februari 1870 i Cesena, Italien, död 8 augusti 1940, var en italiensk operasångare (tenor).
Bonci studerade vi musikkonservatoriet i Pesaro och debuterade i Parma år 1896 med rollen som Fenton i operan Falstaff. Han blev snart populär utomlands, speciellt i lyriska roller och kom senare att bli en konkurrent till Enrico Caruso. Bonci hade en rik bel canto-repertoar medan Carusos var mer dramatisk. 
Bonci gav stora konserter i USA fram till 1920.

## Inspelniningar
Upptagning på dessa bolag
- Fonotipia, Milano,1905-1908.
- Edison, New York, 1912-13 (både cylindrar och grammofonskivor)
- Columbia Record, New York, 1912-13
- Columbia Record, Milano, 1926